# Gió Mặt Trời
Gió Mặt Trời là một luồng hạt điện tích giải phóng từ vùng thượng quyển của Mặt Trời. Khi gió này được phát ra từ những ngôi sao khác với Mặt Trời của chúng ta thì nó còn được gọi là gió sao.
Gió Mặt Trời mang các hạt electron và proton ở năng lượng cao, khoảng 500 KeV, vì thế chúng có khả năng thoát ra khỏi lực hấp dẫn của các ngôi sao nhờ năng lượng nhiệt cao này. Nhiều hiện tượng có thể được giải thích bằng gió Mặt Trời, trong đó bao gồm: bão từ, khi dòng hạt mang điện này tác dụng lên các đường cảm ứng từ của Trái Đất; hiện tượng cực quang, được sinh ra khi các hạt trong gió Mặt Trời tương tác với từ trường của các hành tinh và tạo nên các màu sắc đặc trưng ở ban đêm trên bầu trời; lời giải thích tại sao đuôi của các sao chổi luôn luôn hướng ra ngoài Mặt Trời; cùng với sự hình thành của các ngôi sao ở khoảng cách xa.

## Lịch sử
Năm 1916, nhà nghiên cứu người Na Uy Kristian Birkeland đã là người đầu tiên đưa ra dự đoán về gió Mặt Trời. Ông cho rằng "Theo cái nhìn của vật lý học, thì các luồng tia Mặt Trời không hoàn toàn chỉ là các hạt mang điện tích dương hoặc âm, mà nó chứa đồng thời cả hai điện tích này". Điều này có nghĩa là gió Mặt Trời mang đồng thời các ion âm và ion dương.
Ba năm sau đó, năm 1919, Frederick Lindemann miêu tả rằng luồng điện tích là các hạt này phân cực, các proton và electron đều được phát ra từ Mặt Trời, hình thành nên gió này.
Vào những năm 1930, bằng việc quan sát sự bùng nổ của các luồng hạt trong hiện tượng nhật thực, các nhà khoa học đã cho rằng nhiệt độ của cực quang Mặt Trời phải hàng triệu độ C. Một vài hướng nghiên cứu hứa hẹn đã được thực hiện, để xác định nhiệt độ cực lớn này. Vào giữa thập niên 1950, nhà toán học người Anh Sydney Chapman đã thu dò và tính toán được các đặc tính của một chất khí có nhiệt độ tương đương với nhiệt độ này và xác định nó là một luồng nhiệt siêu dẫn được lan truyền trong không gian, xa hơn quỹ đạo của Trái Đất. Cũng trong những năm này, một nhà khoa học người Đức có tên là Ludwig Biermann quan sát và lấy làm ngạc nhiên khi thấy các sao chổi, dù đi đến gần hoặc đi ra xa Mặt Trời, đều tạo ra những cái đuôi hướng ra bên ngoài Mặt Trời. Biermann đưa ra giả thuyết rằng do Mặt trời đã tạo ra một luồng hạt ổn định và đẩy đuôi của các sao chổi này ra bên ngoài.
Eugene Parker hiểu ra rằng luồng nhiệt từ Mặt Trời trong mô hình của Chapman, và hiện tượng đuôi sao chổi luôn hướng ra bên ngoài Mặt Trời trong giả thuyết của Biermann cùng xuất phát từ một hiện tượng. Parker chỉ ra rằng mặc dù cực quang của Mặt Trời bị hút mạnh mẽ bởi lực hấp dẫn, nó vẫn là một luồng dẫn nhiệt tốt và ở nhiệt độ cao ngay cả khi cách xa với Mặt Trời. Do lực hấp dẫn giảm dần với khoảng cách, cực quang ở vùng khí quyển ngoài của Mặt Trời sẽ thoát vào trong không gian.
Vì không đồng tình với quan điểm của Parker về việc cho rằng gió Mặt Trời có cường độ mạnh, nên 2 bài báo của ông gửi đến tạp chí Astrophysical Journal năm 1958 đã không được đăng. Tuy nhiên nó vẫn được Subrahmanyan Chandrasekhar, giải Nobel Vật lý năm 1983, lưu giữ lại.
Tháng 1 năm 1959, lần đầu tiên các quan sát và tính toán về cường độ của gió Mặt Trời đã được vệ tinh nhân tạo Luna 1 của Liên Xô thu thập và thực hiện. Tuy nhiên, việc có tăng gia tốc của các luồng gió mạnh đã không được giải thích hoàn toàn bằng lý thuyết của Parker.
Những năm cuối của thập niên 1990, máy đo phổ cực tím vòng (Ultraviolet Coronagraph Spectrometer - UVCS) trên tàu vũ trụ quan sát Mặt Trời (Solar and Heliospheric Observatory - SOHO) đã phát hiện thấy các vùng tăng gia tốc của gió Mặt Trời mạnh bắt nguồn từ các cực của Mặt Trời, và chỉ ra rằng gia tốc của gió lớn hơn so với các tính toán về dự giãn nở nhiệt động lực học đơn thuần. Mô hình của Parker dự đoán rằng gió Mặt Trời sẽ tạo ra các bước chuyển tiếp từ các dòng vượt âm (supersonic) tại độ cao vào khoảng 4 lần bán kính của Mặt Trời trên quyển sáng (photosphere). Tuy nhiên, điểm chuyển tiếp này nay đã hạ xuống thấp hơn nhiều, chỉ vào khoảng 1 bán kính Mặt Trời trên quyển sáng, điều này dẫn đến những cơ chế khác đã làm tăng gia tốc cho gió Mặt Trời.

## Đặc điểm

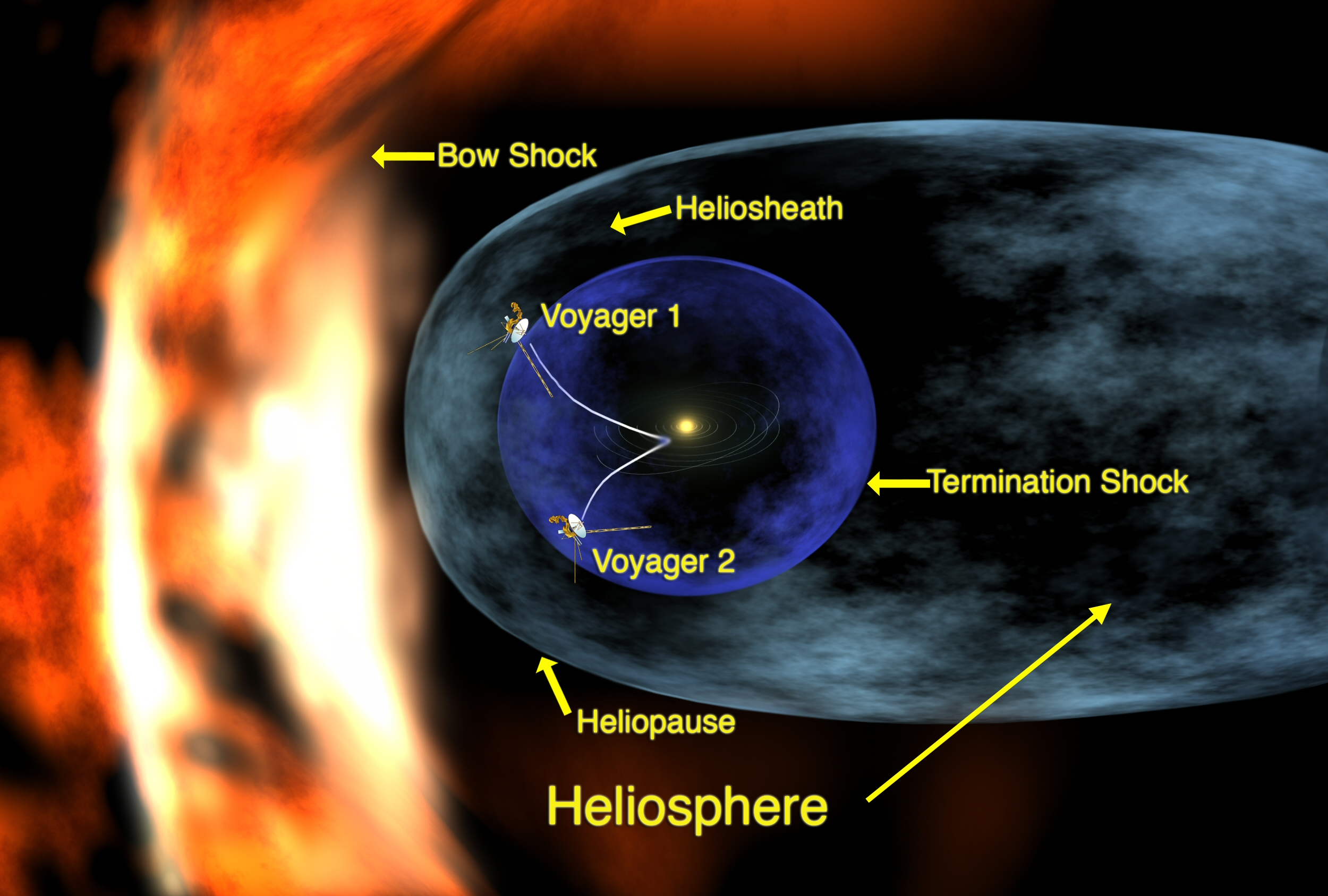
Plasma trong gió Mặt Trời gặp heliopause

Trong hệ Mặt Trời, các thành phần của gió Mặt Trời là tương đồng với các thành phần trong cực quang của Mặt Trời, ở đó có 73% là hiđrô ion hóa, 25% là heli ion hóa, phần còn lại là các ion tạp chất. Trong khi thành phần của một plasma có, 95% là các hiđrô ion bậc 1, 4% là heli ion bậc 2, và 0,5% là các ion phụ khác. Thành phần chính xác của gió Mặt Trời khó được tính toán, đó là do ảnh hưởng của hiện tượng dao động (fluctuation) diện rộng. Một mẫu thử đã được tàu Genesis mang về Trái Đất năm 2004 để được xét nghiệm, nhưng tàu này đã bị nổ khi vào trong tầng khí quyển của Trái Đất. Cũng có khả năng cho rằng mẫu thí nghiệm Mặt Trời này đã ảnh hưởng đến hoạt động của tàu.
Khi đến gần Trái Đất, vận tốc của gió Mặt Trời biến đổi trong khoảng 200–889 km/s, vận tốc trung bình là vào khoảng 450 km/s. Xấp xỉ 1 × 109 kg/s vật chất của Mặt Trời bị mất qua sự giải phóng gió Mặt Trời, và có khoảng một phần năm trong số đó là do hiện tượng fussion, tương tương với khoẳng 4,5 Tg (hay 4,5 × 109 kg) khối lượng chuyển sang năng lượng mỗi giây. Khối lượng tiêu hao này tương tương với một đồi đá cao 125 m trên mặt đất, trên một giây, và với tốc độ này, thì Mặt trời sẽ ngừng hoạt động sau khi tiêu hao hết lượng vật chất của nó vào khoảng 1 × 1013 năm. Tuy nhiên, những hiểu biết của chúng ta về sự hình thành của các ngôi sao chỉ ra rằng gió Mặt Trời hiện tại đã mạnh hơn so với trong quá khứ xa, vào khoảng 1000 lần, điều này sẽ ảnh hưởng nghiêm trọng đến lịch sử của các khí quyển các hành tinh, trong đó có khí quyển Sao Hỏa.
Khi gió Mặt Trời trở thành một plasma, thì nó sẽ mang các đặc tính của một plasma hơn là một khí đơn giản. Ví dụ, nó dẫn điện rất tốt vì thế các đường sức từ từ Mặt Trời được mang theo cùng với gió này. Áp suất động của gió chi phối áp suất từ trong cả hệ Mặt Trời vì thế từ trường bị đẩy theo đường xoắn ốc Archimedes bằng việc kết hợp chuyển động hướng ngoại và quy của Mặt Trời. Phụ thuộc vào bán cầu và pha của chu kỳ Mặt Trời, các trường xoắn ốc từ trường sẽ đi vào hoặc đi ra, từ trường sẽ đi theo hình dạng xoắn ốc này trên các phần của cực bắc và cực nam của bán cầu, nhưng với chiều ngược lại. Hai vùng từ này được phân chia bởi một mặt phẳng điện helio (dòng điện được tạo ra trên một mặt cong). Mặt helio này có hình dạng gần giống với mẫu hoa soắn trên áo của diễn viên múa balê (ballet), và hình dạng của nó thay đổi theo chu kỳ của Mặt Trời, mỗi khi từ trường của Mặt Trời thay đổi, vào khoảng 11 năm Trái Đất.
Gió mặt trời được thổi ra đến ranh giới hệ Mặt Trời rồi trộn lẫn với khí giữa các ngôi sao. Tàu vũ trụ Pioneer 10, phóng vào 1972, đi tới Mộc Tinh và Thổ Tinh và tàu Voyager 1 hiện ở cách Mặt Trời 70 đ.v.t.v đều ghi nhận gió mặt trời đang thổi qua chúng.

## Ảnh hưởng

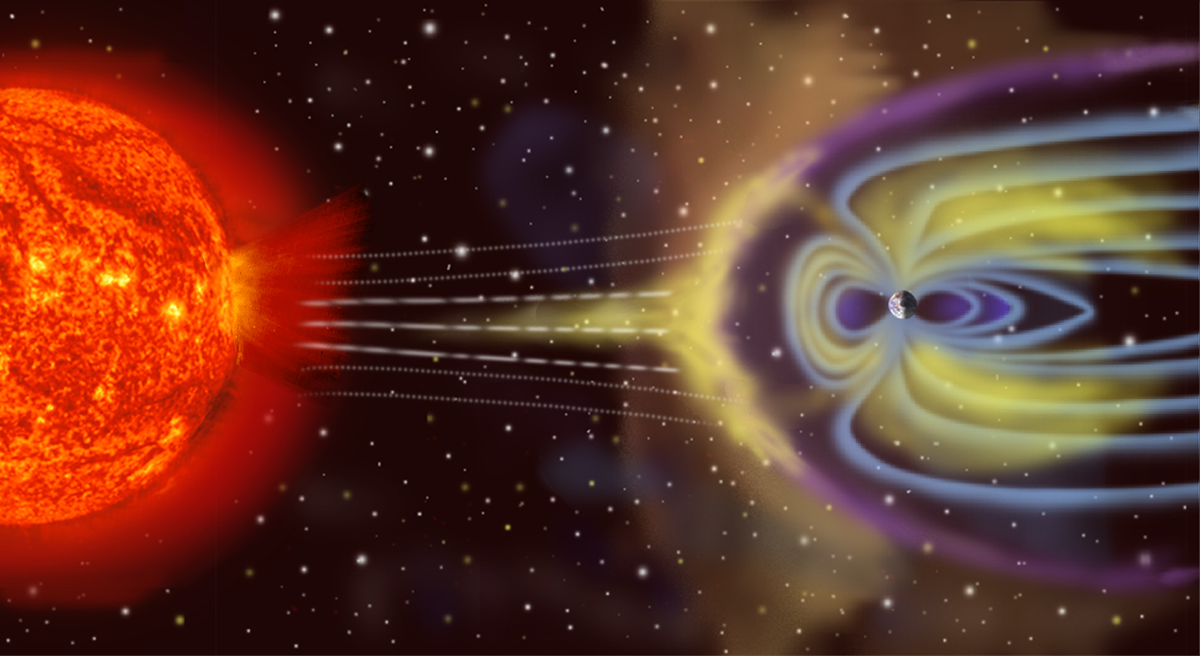
Các hạt từ gió Mặt Trời tiếp xúc với từ quyển của Trái Đất

Gió Mặt Trời là nguyên nhân dẫn đến các trận bão từ, và nó có liên hệ trực tiếp đến hiện tượng cực quang của Trái Đất và trên các hành tinh khác.
Khi gió Mặt Trời tới Trái Đất, nó có tốc độ khoảng từ 400 km/s đến 700 km/s. Nó ảnh hưởng trực tiếp đến từ quyển của Trái Đất. Ở phía trước từ quyển, các dòng điện tạo ra lực ngăn chặn gió mặt trời và làm đổi hướng nó ở xung quanh vành đai bảo vệ. Hiện tượng tương tự cũng xảy ra với các hành tinh trong hệ Mặt Trời có từ quyển.

### Bão từ trên Trái Đất
Bão từ, còn gọi là bão địa từ trên Trái Đất, là những thời kỳ mà kim la bàn dao động mạnh. Có 2 nguyên nhân chính dẫn đến hiện tượng bão từ. Nguyên nhân thứ nhất do dòng hạt mang điện phóng ra từ các vụ bùng nổ trên Mặt Trời, hay còn gọi là gió Mặt Trời tác dụng lên các đường cảm ứng từ của Trái Đất. Nguyên nhân thứ hai là thỉnh thoảng lại có sự kết nối từ trường của Trái Đất với từ trường của Mặt Trời. Đây là một hiện tượng hiếm khi xảy ra trong môi trường vũ trụ bao la, tuy nhiên, mỗi khi có sự kết nối từ trường này các hạt điện tích di chuyển dọc theo từ trường, có thể đi vào từ quyển dễ dàng, tổng hợp lên dòng điện và làm cho từ thông biến đổi theo thời gian. Trong những dịp này Mặt Trời phát ra một lượng chất cực quang khi các đường sức từ của Trái Đất và Mặt Trời được kết nối một cách trực tiếp.
Các quá trình của bão từ có thể được miêu tả như sau:
1. Các dòng hạt mang điện phóng ra từ Mặt Trời sinh ra một từ trường, có độ lớn vào khoảng 6,10-9 tesla.
2. Từ trường này ép lên từ trường Trái Đất làm cho từ trường nơi bị ép tăng lên.
3. Khi từ trường Trái Đất tăng lên, từ thông sẽ biến thiên và sinh ra một dòng điện cảm ứng chống lại sự tăng từ trường của Trái Đất (theo định luật Lenz).
4. Dòng điện cảm ứng này có thể đạt cường độ hàng triệu ampere chuyển động vòng quanh Trái Đất và gây ra một từ trường rất lớn tác dụng lên từ trường Trái Đất.
5. Hiện tượng này tiếp diễn làm cho từ trường Trái Đất liên tục biến thiên và kim la bàn dao động mạnh.

Nếu hướng của từ trường trong tầng điện ly hướng về phía Bắc, giống như hướng của từ trường Trái Đất, bão địa từ sẽ lướt qua hành tinh của chúng ta. Ngược lại, nếu từ trường hướng về phía Nam, ngược với hướng từ trường bảo vệ của Trái Đất, các cơn bão địa từ mạnh sẽ ảnh hưởng trực tiếp tới Trái Đất. Mặc dù khí quyển Trái Đất chặn được các dòng hạt năng lượng cao đến từ Mặt Trời này (gồm electron và proton), nhưng các hạt đó làm xáo trộn từ trường của hành tinh, cụ thể là quyển từ, có thể gây ra rối loạn trong liên lạc vô tuyến hay thậm chí gây mất điện.
Các vụ phun trào khí và nhiễm điện từ Mặt Trời được xếp theo 3 cấp: C là yếu, M là trung bình, X là mạnh. Tùy theo cấp cao hay thấp mà ảnh hưởng của nó lên từ trường Trái Đất gây ra bão từ nhiều hay ít. Bão từ được xếp theo cấp từ G1 đến G5, G5 là cấp mạnh nhất. Theo nhiều nghiên cứu thì hiện nay các cơn bão từ xuất hiện nhiều hơn và mạnh hơn, điều này cho thấy rằng Mặt Trời đang ở vào thời kỳ hoạt động rất mạnh.
Thời kỳ có bão từ là thời kỳ rất nguy hiểm cho người có bệnh tim mạch bởi vì từ trường ảnh hưởng rất mạnh đến hoạt động của các cơ quan trong hệ tuần hoàn của con người. Ngoài ra từ trường của Trái Đất cũng giúp cho một số loài động vật thực hiện một số chức năng sống của chúng như là chức năng định hướng do đó bão từ cũng sẽ ảnh hưởng lớn đến sự sinh sống của các loài này.

### Cực quang

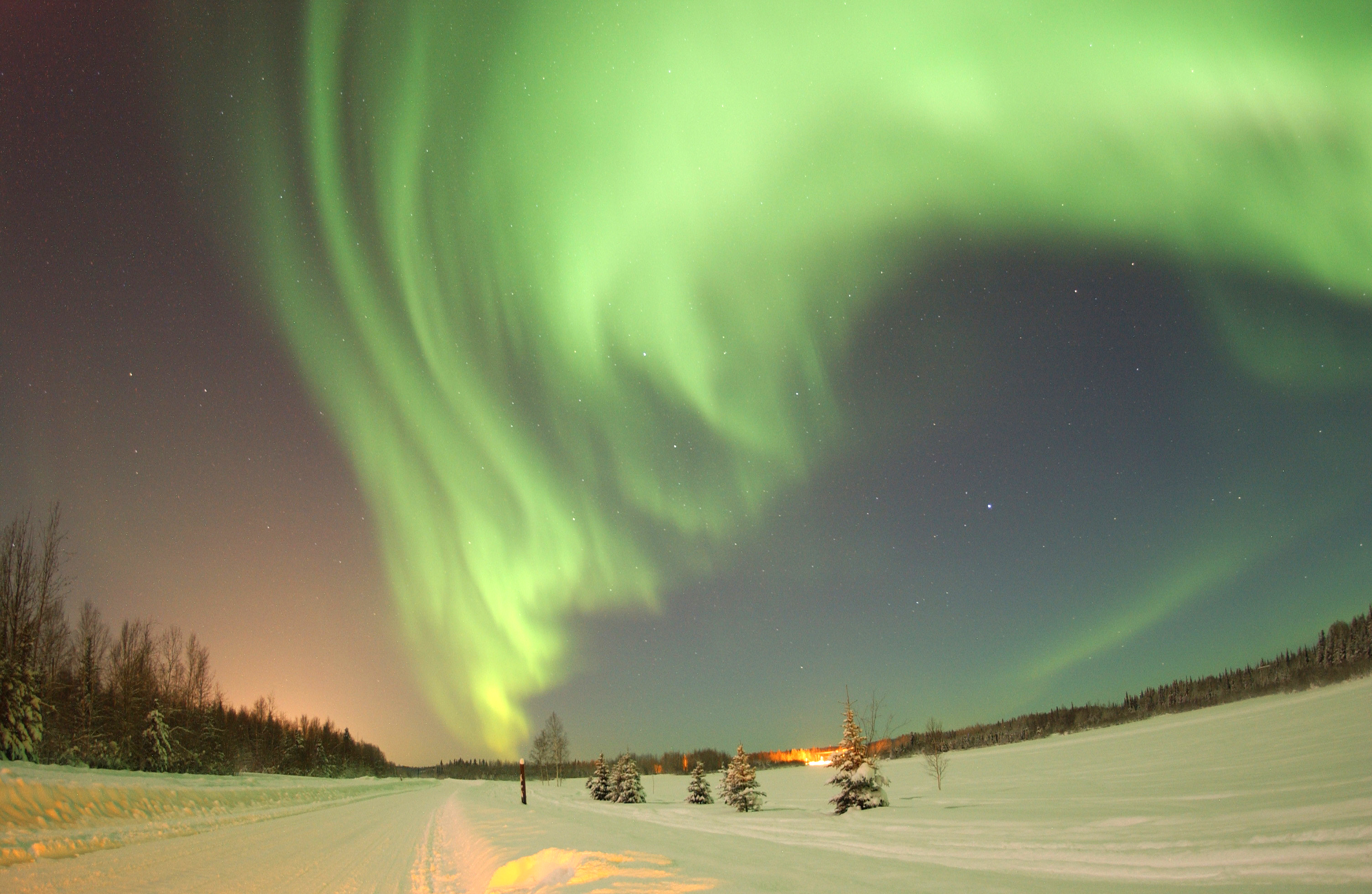
Cực quang Borealis

Cực quang xuất hiện là do các hạt mang điện trong luồng vật chất từ Mặt Trời phóng tới hành tinh, khi các hạt này tiếp xúc với từ trường của hành tinh thì chúng bị đổi hướng do tác dụng của lực Lorentz. Lực này làm cho các hạt chuyển động theo quỹ đạo xoắn ốc dọc theo đường cảm ứng từ của hành tinh. Tại hai cực các đường cảm ứng từ hội tụ lại và làm cho các hạt mang điện theo đó đi sâu vào khí quyển của hành tinh.
Khi đi sâu vào khí quyển các hạt mang điện va chạm với các phân tử, nguyên tử trong khí quyển hành tinh và kích thích các phân tử này phát sáng. Do thành phần khí quyển hành tinh chứa nhiều khí khác nhau, khi bị kích thích mỗi loại khí phát ra ánh sáng có bước sóng khác nhau, tức là nhiều màu sắc khác nhau do đó tạo ra nhiều dải sáng với nhiều màu sắc trên bầu trời ở hai cực.
Màu cụ thể nào đó của cực quang phụ thuộc vào loại khí cụ thể của khí quyển và trạng thái tích điện của chúng cũng như năng lượng của các hạt đâm vào khí của khí quyển. Oxy nguyên tử chịu trách nhiệm cho hai màu chính là lục (bước sóng 557,7 nm) và đỏ (630,0 nm) ở các cao độ cao. Nitơ sinh ra màu lam (427,8 nm) (các ion) cũng như màu đỏ biến đổi nhanh từ ranh giới thấp của các cung cực quang đang hoạt động.

### Ảnh hưởng đến động vật
Một trong những dấu hiện rõ ràng nhất của việc từ trường ảnh hướng đến động vật đã được quan sát, như là một khám phá quan trọng trong khoa học đó là vào mùa thu năm 1957, khi Hans Fromme, một nhà nghiên cứu tại viện động vật Frankfurt, Đức thấy rằng một số con chim cổ đỏ châu Âu mà ông đã giữ trong lồng chạy nhảy một cách không ngừng và dồn về phía Nam của chiếc lồng. Không có điều gì lạ thường ở đây: nó chỉ được xem như một sự cạnh tranh trong quá trình di cư của các con chim, như việc các con chim này thường bay về Tây Ban Nha để lánh động vậy.
Điều ngạc nhiên là ở chỗ các con chim này được giữ ở trông lồng, nơi mà chúng không thể quan sát thấy được các vùng đất, hay các dòng đối lưu, không thể thấy Mặt Trời hay các ngôi sao, vậy sao chúng có thể định hướng được? Và Fromme đã nghĩ ngay đến việc, chính từ trường của Trái Đất đã tác động đến các con chim cổ đỏ này, giúp chúng định hướng được đâu là phía Nam, đâu là hướng Bắc.
Một loạt các nghiên cứu sau đó được thực hiện bởi Fromme và một số nhà nghiên cứu khác đã chỉ ra rằng động vật có khả năng nhận biết các thay đổi của từ trường. Động vật hay như những con chuột đồng, kỳ giông, chim sẻ, cá hồi, tôm hùm, và cả vi sinh vật nữa, đều có thể cảm nhận được từ trường.
Câu hỏi đặt ra là làm sao chúng ta biết được các thực thể sống có khả này? Một phương pháp tiêu chuẩn để kiểm tra đó là ném một quả bóng từ đến con vật cần được thí nghiệm. Ví dụ, muốn thí nghiệm một con chuột chũi, một nhóm nghiên cứu từ trường tại Tel Aviv đã xây dựng một mê cung có khả năng thay đổi từ trường. Sau đó họ kiểm tra với 2 nhóm chuột khác nhau, một nhóm trong từ trường, và nhóm còn lại ở một pha lệch 180°Của từ trường đó, để xem liệu chúng có định hướng được ổ và khoang chứa thức ăn của chúng hay không. Kết quả, một nhóm chuột luôn xây dựng các ổ và khu lưu trữ ở phía nam của mê cung, nhóm chuột còn lại thì tạo các khoang ở phía bắc.
Điều này chứng tỏ chuột chũi có khả năng định hướng nhờ từ trường, và chúng sử dụng nó giống như chúng ta sử dụng một chiếc la bàn.
Một thí nghiệm khác được thực hiện, lúc này nhóm nghiên cứu lấy 24 con chuột chũi mù cho chúng chạy đua để đến một đầu mê cung phức tạp hơn. Kết quả, một nửa trong số chúng trở nên kinh nghiệm và về đích một cách nhanh chóng, nửa còn lại mò theo đường đã đi của nhóm trước để về đích. Điều này chứng tỏ khả năng cảm nhận từ trường của mỗi con chuột chũi cũng có sự khác nhau.

## Nghiên cứu

### Lý thuyết
Mặt Trời tạo ra một dòng điện tích của các electron và proton vào khoảng 300 đến 400 km/s, được biết đến như là gió Mặt Trời. Thông thường, Mặt Trời cùng giải phóng ra lượng vật chất cực quang hay còn gọi là CME (coronal mass ejections) với năng lượng hoạt động lớn. Các CME này di chuyển với vận tốc lớn hơn vận tốc nền của gió Mặt Trời. Nếu như CME có vận tốc đủ lớn thì nó sẽ dẫn trước luồng gió này để hình thành nên các mũi sốc bình phong (shock front), gần giống với các luồng sóng trên Trái Đất, ở đó sự đứt quãng, rời rạc của vận tốc, mật độ, nhiệt độ và độ lớn từ trường của các cơn gió Mặt Trời sẽ được quan sát. Ảnh hưởng của các mũi sốc bình phong Mặt Trời này sẽ tác động đến từ trường của Trái Đất. Kết quả của các trận bão từ sẽ tác động rõ rệt đến hoạt động của cực quang trên toàn thế giới, nếu như sự phân bố của CME đủ lớn. Các CME lớn có khả năng tạo ra các cực quang khả kiến ở các vùng nhiệt đới của Trái Đất.
Nghiên cứu về hiện tượng gió, cùng với các mũi bình phong Mặt Trời đã phát hiện ra nhiều kết quả bất ngờ. Trong nghiên cứu của tiến số Echer và Ganzalez qua việc quan sát 574 mẫu bình phong sóng Mặt Trời khác nhau, từ 1973 đến 2000. Trong thời gian đó, các nhà nghiên cứu đã cho rằng các bình phong sóng Mặt Trời sẽ hoạt động một cách tương tự và mang các đặc điểm giống nhau theo chu kỳ hàng tháng. Ví dụ, nếu một mũi bình phong được quan sát mỗi tháng thì tỉ lệ quan sát được của mũi này trong một tháng phải là 1/12 = 8,3%. Tuy nhiên kết quả quan sát đã không giống như vậy. Thay vào đó, các nhà nghiên cứu phát hiện rằng trong tháng 7 khả năng quan sát của mũi diễn ra với hiệu suất 10,4%, và nhảy lên 13,9% trong tháng 11. Điều này chứng tỏ cần phải có một lý thuyết nào đó để giải thích cơ chế tăng khả năng xuất hiện của mũi bình phong ở tháng 7 và tháng 11 này.
Qua việc phân tích các dữ liệu thu thập được ở từng giải đoạn trước, các nhà nghiên cứu đã phát hiện thấy tần số xuất hiện của mũi bình phong tăng chính là việc có các điều kiện thuận lợi để hình thành bình phong này hơn, như việc vận tốc gió Mặt Trời thấp hơn, mật độ cao hơn. Các tham số vận tốc và mật độ thu được từ số liệu năm 1965 có thể được biến đổi để thích hợp với các kết quả thực nghiệm sau đó, tuy nhiên, điều ngạc nhiên chính là việc nó dự đoán cường độ mũi bình phong xuất hiện ở tháng 7 lớn hơn tháng 11. Điều này chỉ ra rằng đã có một cơ chế nào đó tác động và ảnh hưởng đến sự xuất hiện, cũng như cường độ của gió Mặt Trời. Các mô hình lý thuyết mới cần được đề xuất, và kiểm chứng để giải thích cho các số liệu đã thu thập được.

### Thực nghiệm
Gió Mặt Trời là một trong những hướng nghiên cứu chính trong vật lý Thái dương hệ. Song song với việc xây dựng các lý thuyết và đưa ra các dự đoán, việc xây dựng các dự án thăm dò, để thu thập dữ liệu cho lý thuyết đóng một vai trò vô cùng quan trọng.

#### Tàu thăm dò Ulysses
Ulysses là tàu vũ trụ được thiết kế để phục vụ cho việc khám phá các vùng không gian chưa được biết đến trên cực bắc và cực nam của Mặt Trời. Ulysses là kết quả của sự hợp tác giữa Cơ quan Vũ trụ châu Âu (European Space Agency, ESA) và Cục Không gian và Vũ trụ Hoa Kỳ (NASA). ESA có nhiệm vụ thiết kế tàu vũ trụ cùng với tập huấn đội ngũ điều khiển tàu dưới mặt đất. NASA có nhiệt vụ phóng tàu, bằng tàu con thoi Discovery tháng 10 năm 1990, và chịu trách nhiệm thông tin cũng như thu thập dự liệu của toàn bộ phi vụ. Tàu thăm dò Ulysses bay tới Sao Mộc tháng 2 năm 1992, nhưng đó chỉ là một bước nghỉ chuyển tiếp trước khi đi vào quỹ đạo của Mặt Trời. Sứ mệnh của Ulysse là nghiên cứu từ trường của Mặt Trời, dòng plasma gió Mặt Trời và tia vũ trụ thoát ra từ Mặt Trời. Có tất cả 12 thiết bị được đặt trên tàu thăm dò Ulysses để giúp cho các nhà khoa học thu thập các dữ liệu cần thiết.

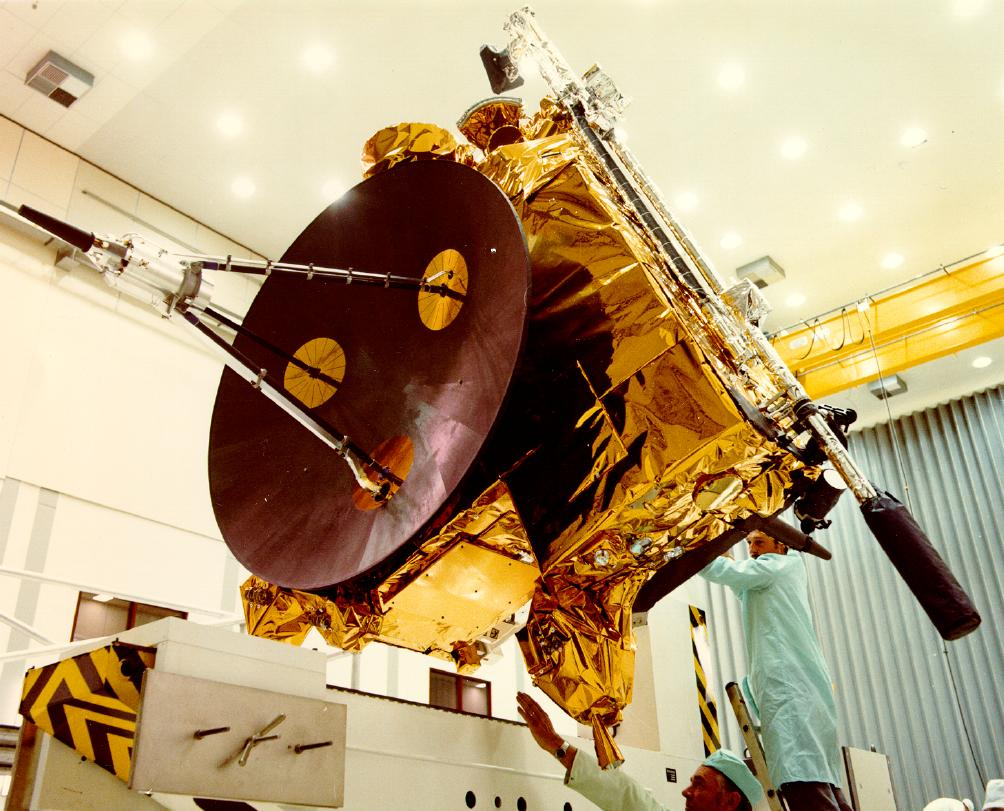
Tàu thăm dò Ulysses

Các hiện tượng nghiên cứu bởi tàu thăm dò Ulysses có ảnh hưởng mật thiết đến chu kỳ 11 năm của Mặt Trời. Sứ mệnh đầu tiên đã hoàn thành tháng 9 năm 1995, khi nó bay trên một nửa chu kỳ của Mặt Trời. Sứ mệnh thứ hai sẽ được thực hiện ở nửa chu kỳ còn lại. Khi đó nó sẽ nghiên cứu các tia sáng rực của Mặt Trời, cùng dòng vật chất cực quang.

#### Tàu thăm dò SOHO
Đôi lúc khi nghe radio, âm thanh bị ngắt quãng, có ai đã nghĩ rằng các hoạt động của Mặt Trời ảnh hưởng đến sự ngắt quãng này không? Các nhà khoa học đang tìm hiểu và nghiên cứu ảnh hưởng của các sự kiện diễn ra trên Mặt Trời với tác động của nó trên Trái Đất. SOHO (viết tắt cho Solar and Heliospheric Observatory) có nhiều hy vọng sẽ có câu trả lời cho câu hỏi trên. SOHO cũng là kết quả của sự hợp tác giữa Cơ quan Vũ trụ châu Âu và NASA. Dự án này được xây dựng từ năm 1995, với nhiệm vụ nghiên cứu ảnh hưởng của các đợt hoạt động mạnh của Mặt Trời. Sứ mệnh đầu tiên của nó đã hoàn thành năm 1997, tuy nhiên các nhà nghiên cứu vẫn mong đợi nhiều kết quả đến sau đó. Cũng với cùng 12 thiết bị, mỗi thiết bị có một nhiệm vũ khác nhau như nghiên cứu điện tích trong của Mặt Trời, và vùng ngoài khí quyển, cũng như nguồn gốc của gió Mặt Trời.
Một trong những kết quả cần phải kể đến của tàu SOHO đó là việc phát hiện các trận lốc trên bề mặt của Mặt Trời, cũng như sao chổi Hale-Bopp, có bán kính hạt tâm lên đến 15–19 km, lớn hơn rất nhiều so với dự đoán ban đầu, từ 3–4 km.